# Gundolsheim
Gundolsheim (elsässisch Gungelse) ist eine französische Gemeinde mit 728 Einwohnern (Stand 1. Januar 2022) im Département Haut-Rhin in der Region Grand Est (bis 2015 Elsass). Sie ist Mitglied des Gemeindeverbandes Pays de Rouffach, Vignobles et Châteaux.

## Geografie
Die Gemeinde Gundolsheim liegt am Flüsschen Lauch in der Oberrheinebene, etwa 18 Kilometer südlich von Colmar.

## Geschichte
Von 1871 bis zum Ende des Ersten Weltkrieges gehörte Gundolsheim als Teil des Reichslandes Elsaß-Lothringen zum Deutschen Reich und war dem Kreis Mülhausen im Bezirk Oberelsaß zugeordnet.

## Bevölkerungsentwicklung
| Jahr      | 1962 | 1968 | 1975 | 1982 | 1990 | 1999 | 2006 | 2019 |
| Einwohner | 406  | 461  | 473  | 523  | 563  | 605  | 711  | 716  |

## Sehenswürdigkeiten
- Agathenkirche (Église Saint-Agathe)

|  |  |